# Desfile (revista)
A revista Desfile foi uma das principais publicações de moda das décadas de 1980 e 1990 no Brasil. Era produzida pela Bloch Editores, falida no início dos anos 2000.
Em 2000, junto com a Manchete, a Pais & Filhos e a Fatos e Fotos, a Desfile foi editada pela «massa falida» (ex-funcionários) da Bloch Editores, sob a administração de um conselho curador formado por seis ex-funcionários da referida empresa.